# Östliche Suwałki-Seenplatte
Die Östliche Suwałki-Seenplatte (poln. Pojezierze Wschodniosuwalskie) ist eine Masoregion sowie Seenlandschaft in den Woiwodschaften Ermland-Masuren und Podlachien in Polen.

## Lage
Die Östliche Suwałki-Seenplatte ist Teil der Litauischen Seenplatte (Suwałki-Seenplatte). Im Westen schließt sich die Rominter Heide und die Westliche Suwałki-Seenplatte und im Süden die Augustów-Ebene an. Die Seenplatte liegt im äußersten Nordosten Polens und grenzt an Russland und Litauen.

## Geologie
Die Östliche Suwałki-Seenplatte besteht aus einer Vielzahl von Seen in einer Moränenlandschaft. Charakteristisch für diese Landschaft sind glaziale Rinnen zwischen den Hügeln, entstanden durch die abtragende Wirkung der Schmelzwässer beim Abschmelzen der Gletscher, die später die Seen aufnahmen.

## Natur
Der Wigierski-Nationalpark liegt am See Wigry.

### Seen
Der größte See ist der Wigry (21,7 km²). Der tiefste See Polens ist mit 113 Metern der ebenfalls hier gelegene Hańcza.

### Flüsse
Die Östliche Suwałki-Seenplatte entwässert vor allem nach Nordosten über die Memel in die Ostsee. Die wichtigsten Wasserläufe sind die Czarna Hańcza und die Błędzianka.

### Moränen
Die höchsten Moränen in dem Gebiet sind die Rowelska Góra mit 299 Meter über NN, die Krzemieniucha mit 289 Meter über NN, die Jesionowa Góra mit 252 Meter über NN und das Hügelland Góry Sudawskie mit 250 Meter über NN. Die Rolewska Góra ist gleichzeitig die höchste Erhebung der Woiwodschaft Podlachien. Auf der Jesionowa Góra ist im Winter ein Skilift tätig.

## Besiedlung
Die Östliche Suwałki-Seenplatte ist dünn besiedelt. Die einzige Stadt ist Sejny.